# بخش حیدرآباد
بخش حیدرآباد (سندی:  حیدرآباد ڊویزن) یکی از بخش‌های پاکستان در ایالت سند بود که در اصلاحات انجام‌گرفته در سال ۲۰۰۰، ساختار بخش در پاکستان حذف گردید. اما در سال ۲۰۰۸ مجدداً بازگردانده شد. ناحیه‌های آن عبارت بودند از:
- ناحیه دادو
- ناحیه حیدرآباد، سند
- ناحیه جام‌شورو
- ناحیه متیاری
- ناحیه تندو الله‌یار
- ناحیه تندو محمدخان